# Strategiepapier des Bundesinnenministeriums zur Corona-Pandemie
Im März 2020 ließ das deutsche Bundesinnenministerium, das von Horst Seehofer (CSU) geleitet wurde, ein vertrauliches Strategiepapier ausarbeiten, das eine Empfehlung an die Bundesregierung zum Umgang mit der Corona-Pandemie umrisshaft darstellen sollte. Es wurde am 1. April 2020 durch FragDenStaat veröffentlicht.
Das Robert Koch-Institut (RKI), das mit Matthias an der Heiden direkt und mit seinem damaligen Präsidenten Lothar H. Wieler indirekt an den Beratungen beteiligt war, wurde mit Beschluss vom 19. Juni 2020 zur Herausgabe der erstellten Papiere und des Mail-Verkehrs zwischen den Beteiligten verpflichtet.

## Hergang
Das Bundesinnenministerium berief eine Kommission ein, die das 17-seitige Dokument unter dem Titel Wie wir COVID-19 unter Kontrolle bekommen vom 19. bis 22. März verfasste. Es erhielt den Vermerk „VS-nur für den Dienstgebrauch“. Nach Darstellung der Redaktion der Parlamentsnachrichten und der Antwort der Bundesregierung auf die Kleine Anfrage der Abgeordneten Uwe Schulz, Joana Cotar, Gottfried Curio und weiterer Abgeordneter und der Fraktion der AfD (Drucksache 19/27388) wurde es als einzelnes von vielen Diskussionspapieren durch unabhängige und der Absicht nach multidisziplinäre Wissenschaftler auf Anregung des Bundesministeriums des Innern, für Bau und Heimat (BMI) ohne Zielvorgaben und Einflussnahmen angefertigt, das Ergebnis damit aber weder gebilligt noch umgesetzt. Das Ergebnis der Autoren sei im BMI am 22. März 2020 eingegangen. Dem Bundestagsausschuss für Inneres und Heimat sei es am 8. April 2020 zugestellt worden.
Heinz Bude stellte 2022 nach Offenlegung der Dokumente in seinem Aufsatz Aus dem Maschinenraum der Beratung in Zeiten der Pandemie die Interna genauer dar. Alle jeweils zwei- bis dreistündigen Beratungen an insgesamt zehn Tagen seien über verschlüsselte rein akustische Telefonkonferenzen erfolgt. Die Kommission sei von Markus Kerber, Staatssekretär für Grundsatz, Heimatpolitik und Sport „aufgrund seiner ganz persönlichen Einschätzung“ zusammen mit Hanna Katharina Müller, Referatsleiterin für Politische Ordnungen und hybride Bedrohungen, zu Beginn der Pandemie ins Leben gerufen worden. Aufgaben seien gewesen, wissenschaftliche Expertise zusammenzufassen, „Szenarien für strategische Alternativen“ zu formulieren und „rhetorische(r) Formeln“ für die Begründung der getroffenen Entscheidungen zu prägen. Die entscheidende Frage sei gewesen, wie man in einer komplexen, modernen Gesellschaft „auf das individuelle Verhalten zugreifen“ könne. Es sei aber auch klar gewesen, dass diese Politik starker Rechtfertigungen bedürfe. Bei den Erwägungen zu notwendigen Maßnahmen, wurde auch das chinesische Beispiel nicht ausgeschlossen, die kulturellen Unterschiede wurden zurückgestellt: „Unter dem Eindruck der Bilder von Bergamo schien uns eine vorurteilsfreie Einschätzung der Lage geboten.“ (S. 249) Zur Vorgehensweise schreibt Bude im Anschluss zusammenfassend:

„Mit Gramsci gesprochen: Es ging darum, Zwänge zu verordnen und Zustimmung zu gewinnen und dabei die Deutungshoheit in der Hand zu behalten. Allerdings würde man die Zwänge mit Anreizen und die Zustimmung mit Zielen in Verbindung bringen müssen.“

Die beiden Schlagworte Tomas Pueyos Flatten the Curve und Hammer and Dance hätten hier weitergeholfen. Man habe sich dabei am worst case scenario orientiert:

„Beim »Worst Case« des Nichtstuns und des Hoffens auf eine Durchseuchung der Bevölkerung war demnach für Deutschland allein mit einer Million Toten im Jahre 2020 zu rechnen. Selbst im »Case Dehnung« mit Schließung von Schwimmbädern, Turnhallen und Museen, bei dem die Zeitspanne der Verdoppelung der Infektionszahlen von drei auf sechs Tage verdoppelt würde, müssten fünfzehn Prozent intensivpflichtiger Patientinnen abgelehnt werden. Deshalb sahen wir zum »Case Hammer and Dance« keine Wahl.“

Bude unterscheidet in seinem Aufsatz drei Szenarien: „...eines, das die Gefahr herunterspielt, aber in den Abgrund führt; ein zweites, das ein Durchkommen ohne große Verluste verspricht, aber auf lange Sicht die Dinge nur noch schlimmer werden lässt; sowie das Szenarium einer gesellschaftlichen Vollbremsung, nach der man durch langsames Schalten von Gang zu Gang wieder Fahrt gewinnt.“  Bei den Szenarien werde keine Entwicklung „errechnet“. Das Geschehen sei vom Handeln abhängig und erfolge nicht von selbst:
Daher trifft das Argument, es sei ja ganz anders gekommen, als es vorhergesagt war, die Trendanalyse, aber nicht die Konzipierung von Szenarien. Szenarien berücksichtigen nicht nur Rückkoppelungen zwischen Beobachtung und Gegenstand, sie zielen geradezu darauf und tragen so der Unschärferelation sozialer Praxis Rechnung. (S. 251)
Ein Rechercheverbund aus Süddeutscher Zeitung, NDR und WDR berichtete über das Papier, das auch der taz vorlag. Am 27. März 2020 bestätigte das Ministerium die Existenz des Papiers, gab aber keinen Kommentar ab, weil es „nicht für die Öffentlichkeit bestimmt“ sei.
Das Partnerprojekt von abgeordnetenwatch.de, FragDenStaat, veröffentlichte den vollständigen Text am 1. April 2020.
Am 28. April 2020 veröffentlichte das Bundesinnenministerium das Papier auf seiner Internetseite.

## Mitarbeiter
- Boris Augurzky, RWI – Leibniz-Institut für Wirtschaftsforschung
- Roland Döhrn, RWI
- Christoph M. Schmidt, RWI
- Hubertus Bardt, Institut der Wirtschaft Köln
- Michael Hüther, Institut der Wirtschaft Köln
- Heinz Bude, Makrosoziologie, Uni Kassel
- Otto Kölbl, Doktorand in Germanistik, Universität Lausanne, vorher Sprachlehrer an der Polytechnischen Universität in Xi’an

Otto Kölbl wurde in der WELT als „Mao-Fan“ und als Vertreter einer „Kommunikation der Angst“ kritisiert. Er sei einer der führenden Autoren des Strategiepapiers, besonders der Passagen zu Schlussfolgerungen für Maßnahmen und offene Kommunikation, die Maßnahmen zur Schockwirkung und Angsterzeugung beschreiben.
- Maximilian Mayer, Politologie, Universität Bonn, früher The University of Nottingham China (UNNC)[14]

Die Aargauer Zeitung beschrieb Mayer als Coautor eines Papiers von Kölbl Von Wuhan lernen – es gibt keine Alternative zur Eindämmung von Covid-19. Der Aufsatz „propagiert autoritäre chinesische Methoden im Vorgehen gegen die Ausbreitung des Coronavirus“, so Michael Vosatka im Standard.
Fünf dieser Wissenschaftler wurden vom BMI direkt angesprochen, der Kreis erweiterte sich daraufhin selbst.
Heinz Bude erwähnt noch den Epidemiologen Matthias an der Heiden vom RKI, die Wirtschaftsjuristin und Wissenschaftsmanagerin Denise Feldner und den Managementexperten Andreas Poensgen. Zeitweise seien auch der Leiter der Grundsatzabteilung Thomas Binder und der Staatssekretär Klaus Vitt vom Innenministerium dabei gewesen.

## Inhalt

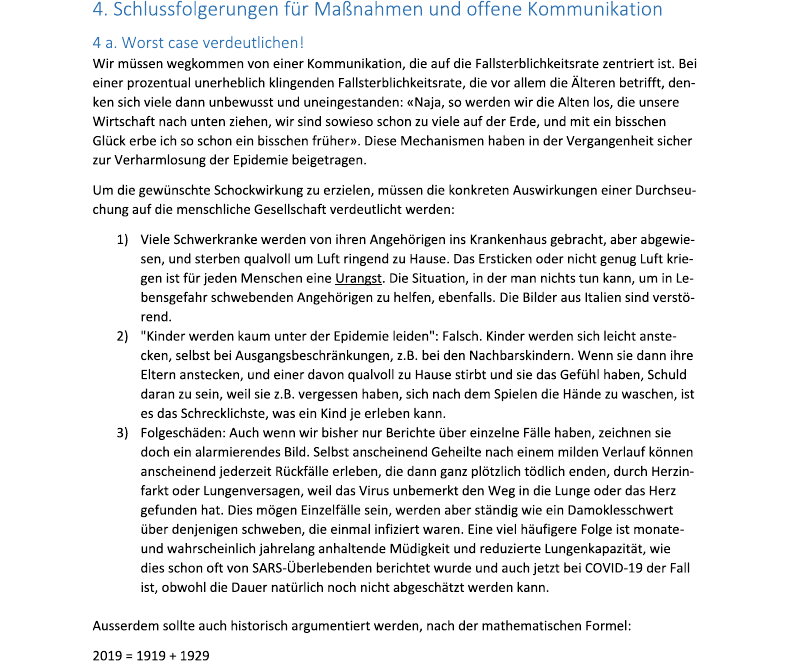
Seitenauszug aus dem Original-Strategiepapier des BMI (2020)

Das Papier warnt davor, die Lage zu unterschätzen, da dies zu immensen, irreversiblen Schäden führen könnte. Im Worst-Case-Szenario geht das Papier von einer Million Todesopfer schon für 2020 aus. Daher wird es als oberste strategische Priorität betrachtet, dieses Szenario zu vermeiden.
Kontrovers erschien vor allem die Ausführung des Strategiepapiers, Behörden müssten eine „Schockwirkung“ erzielen. Bei einer Infizierung mit dem COVID-19-Virus könne Tod auch durch qualvolles Ersticken erfolgen. Kinder könnten Opfer des Virus werden; bleibende Folgeschäden seien nicht ausgeschlossen (vgl. Long Covid). Kindern sollte Angst gemacht werden. Es solle außerdem in Form einer Zahlenmystik „historisch argumentiert“ werden, etwa durch die Gleichsetzung 2019 = 1919 + 1929. Schlimmste Folge einer nichtbewältigten Pandemie sei möglicherweise, dass die Gemeinschaft „in einen völlig anderen Grundzustand bis hin zur Anarchie“ verändert würde.
Das Papier nimmt Bezug auf den Artikel The Hammer and the Dance von Tomas Pueyo. Massentestungen und Isolation könnten den Verlauf der Pandemie deutlich abmildern.
Empfohlen wurden nach Darstellung des Focus auch Kommunikationsstrategien. Einem Vertrauensverlust in die Institutionen müsse man durch größtmögliche Transparenz entgegenwirken.

## Reaktionen
Die Bundesregierung kommentierte, der Abschnitt des Szenarienpapiers zur Schockwirkung spiegele die Ansicht des verantwortlichen Mitautors und nicht die der Bundesregierung wider. Auch die dargestellte Denkweise eines Teils der Bevölkerung („Naja, so werden wir die Alten los, die unsere Wirtschaft nach unten ziehen, wir sind sowieso schon zu viele auf der Erde, und mit ein bisschen Glück erbe ich so schon ein bisschen früher“) sei ebenso wie der Vorschlag zum Einsatz von Big Data und Location Tracking lediglich eine Autorenmeinung, die Corona-Warn-App habe einen anderen Charakter.
In den Medien wurde das Strategiepapier anders dargestellt. Die taz ging mit der Überschrift der ersten Mitteilung davon aus, dass sich die Regierung weitgehend von den Empfehlungen für das worst-case scenario leiten ließ: Schockwirkung erwünscht. Im Kampf gegen Corona setzt das Ministerium Horst Seehofers auf Massentests und Tracking. Und auf eine härtere Kommunikationsstrategie.
Heinz Bude wurde für seine soziologischen Auffassungen hinsichtlich der Strategien zur Bekämpfung der COVID-19-Pandemie teilweise kritisiert. In einem Gespräch an der Universität Graz erläuterte Bude am 24. Januar 2024, sie hätten gesagt, sie hätten „ein Modell finden müssen, um Folgebereitschaft herzustellen, das so ein bisschen wissenschaftsähnlich ist.“ Und das sei diese Formel „Flatten the curve“ gewesen. „Wir sagen denen, es sieht so nach Wissenschaft aus, ne?“
In dem Aufsatz Aus dem Maschinenraum der Beratung in Zeiten der Pandemie stellte er 2022 seine teilnehmenden Beobachtungen bei der Pandemieberatung dar.
Laut Svenja Flaßpöhler (Philosophin), Elisa Hoven (Professorin für Strafrecht an der Universität Leipzig), Frauke Rostalski (Rechtswissenschaftlerin und Philosophin) sowie Juli Zeh (ehrenamtliche Richterin am Verfassungsgericht des Landes Brandenburg) offenbaren die RKI-Protokolle und das Strategiepapier „ein äußerst zweifelhaftes Verständnis der Politik von ihrer Rolle und ihrem Verhältnis zu den Bürgern“.